# Gerrit van der Beek
Gerrit van der Beek (Arnhem, 1956) is een Nederlands voormalig korfbalscheidsrechter. Hij won 1 maal de prijs van Beste Korfbalscheidsrechter van het Jaar en floot meerdere finales.
Daarnaast floot Van der Beek ook voor het IKF op internationale toernooien.

## Speler
Als speler speelde Van der Beek bij CSV Dindoa , maar stopte op 25-jarige leeftijd.

## Arbitrage
Van der Beek werd in 1999 uitgeroepen tot Scheidsrechter van het Jaar en floot de Nederlandse zaalfinales van 1996 en 1997.
Ook floot Van der Beek op internationale toernooien, zoals het WK van 1995 (India) en 2011 (China).